# Asentamiento 13 de Diciembre (Caleta Olivia)
El barrio 13 de Diciembre o Trece de Diciembre es un barrio caletense en el departamento Deseado, provincia de Santa Cruz, Argentina. Integra el municipio de Caleta Olivia. Por su distancia de 1,8 km del centro de la ciudad es uno de los barrios más cercanos del núcleo central de la ciudad. Es un barrio construido en el sector norte con algo más de 40 habitantes.
La densidad del distrito es de  hab./km².